# Présidence espagnole du Conseil de l'Union européenne en 2010
Présidence suédoise du Conseil de l'Union européenne en 2009 Présidence belge du Conseil de l'Union européenne en 2010
La présidence espagnole du Conseil de l'Union européenne en 2010 désigne la quatrième présidence du Conseil de l'Union européenne effectuée par l'Espagne depuis son entrée dans l'Union européenne en 1986. 
Elle fait suite à la présidence suédoise de 2009 et précède la présidence belge du Conseil de l'Union européenne à partir de juillet 2010.
Cette présidence marque l'entrée en fonction d'un nouveau « trio de présidences » : Espagne - Belgique - Hongrie, dont le fonctionnement a pour but de proposer une vision à plus long terme et d'éviter des priorités trop nationales. Ce nouveau trio exerce, de plus, ses fonctions sur la base du Traité de Lisbonne qui est entré en fonction le 1er décembre 2009.

## Programme

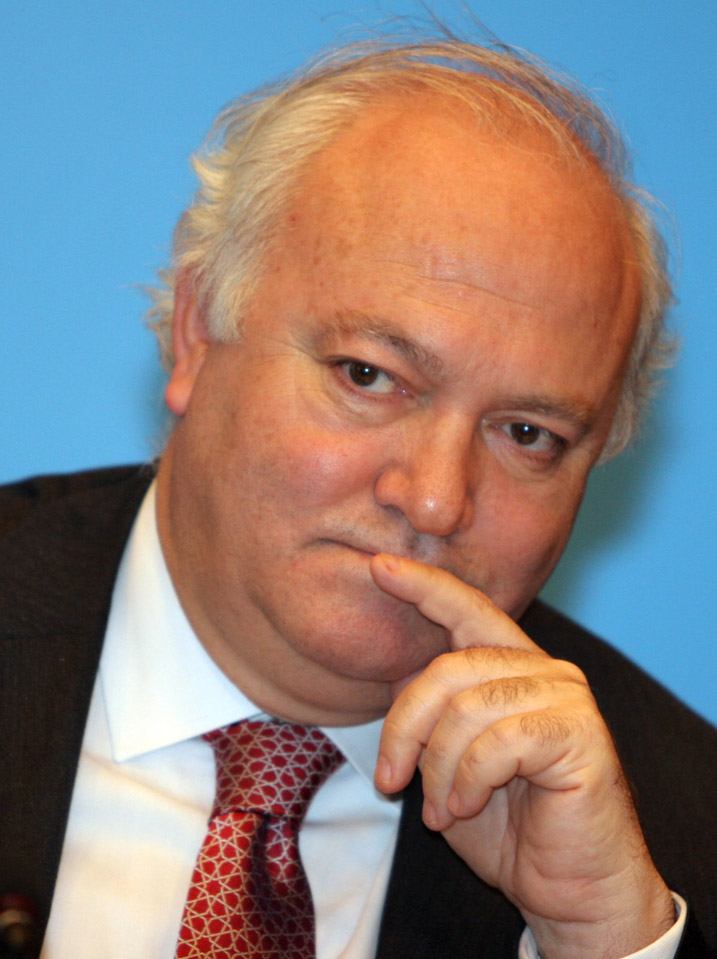
Miguel Ángel Moratinos, président du Conseil de l’Union européenne lors du 1er semestre 2010.

La présidence espagnole du Conseil de l'Union européenne en 2010 s'est donnée 6 priorités au sein de son mandat : « la consolidation de l'Europe sociale », « la promotion de l'Europe des citoyens », « la sortie de la crise économique », « la sécurité énergétique de l'Union européenne et la lutte contre le changement climatique », « faire en sorte que l'Europe parle d'une seule voix sur la scène internationale et promouvoir les valeurs communes, la paix et le bien-être », et « rendre l'Europe encore plus sûre pour ses citoyens, faire face aux défis de l'immigration et créer un espace commun de coopération judiciaire et policière ».
Le Conseil a joué un rôle important dans la mise en œuvre des innovations apportées par le traité de Lisbonne. Parmi ces innovations, la présidence souhaite accéléré l'adoption des dispositifs permettant la mise en place du Service européen pour l'action extérieure (SEAE) et de l'initiative citoyenne européenne. Le gouvernement espagnol a annoncé par ailleurs que sa présidence ferait preuve de réserve afin de permettre au nouveau président du Conseil européen Herman Van Rompuy et à la nouvelle Haute Représentante Catherine Ashton d'exercer leur nouvelle fonction. Cependant, lors du sommet des ministres des Affaires étrangères des États membres début mars, des critiques furent émises à l'encontre de Mme Ashton car, selon les ministres en question, les intérêts des États membres n'ont pas été assez pris en compte. Enfin, un accord concernant le SEAE a été trouvé peu de temps avant la fin de la présidence espagnole, dont la mise en œuvre (ainsi que celle de l'initiative citoyenne européenne, revint à la présidence belge du second semestre 2010.
En outre, sortir de la crise économique mondiale est au cœur de la présidence espagnole. Premièrement, le programme Europe 2020 a été élaboré et a succédé à la Stratégie de Lisbonne. Deuxièmement, au début de 2010, certains pays de la zone euro, en particulier la Grèce, était sous la pression des marchés financiers de sorte que la stabilité de la monnaie unique était mise en péril. Pour atténuer la crise financière grecque, les dirigeants européens ont décidé lors du Conseil européen le 11 février 2010 d'apporter, si nécessaire, un soutien financier. Cependant, la Grèce devait, avant tout soutien, prendre des mesures pour réduire la dette elle-même. Lors du Conseil européen des 26 et 27 mars 2010, les ministres sont parvenus à un accord selon lequel la Grèce pourrait demander le soutien du Fonds monétaire international et des autres États membres de l'UE. Début mai 2010, toutefois, la pression sur la Grèce, mais aussi dans d'autres pays, notamment le Portugal et l'Espagne, a augmenté.
Début mars, le secrétariat de l'Union pour la Méditerranée à Barcelone, qui avait été fondée deux ans plus tôt, a entamé son travail.
L’Espagne a également proposé d'améliorer le fonctionnement du coordinateur pour la lutte contre le terrorisme notamment par la création d'un comité anti-terroriste. Cependant, la proposition de création d'un Comité a été rejeté par le coordinateur anti-terroriste Gilles de Kerchove et le projet fut suspendu.

## Identité visuelle
Le triplet de la présidence comprenant l'Espagne, la Belgique et la Hongrie ont adopté un logo commun créée par un étudiant en graphisme belge, Antoine Durieux. Il représente les lettres E et U liées ensemble (initiales de l'anglais European Union). Ces lettres sont formées à partir d'un ruban composé de trois bandes aux couleurs déclinables en fonction du drapeau du pays président le conseil. Dans le cas de l'Espagne, les bandes étaient rouge, jaune et rouge. 
Les lettres sont inclinées pour montrer le dynamisme des pays. Elles paraissent écrites à la main symbolisant le fait que tous les citoyens peuvent se réapproprier le projet européen.

## Compléments